# Greifergut
Unter Greifergut wird ein festes Massengut verstanden, das mit nur einem hydraulischen Greifwerkzeug verlastet wird. 

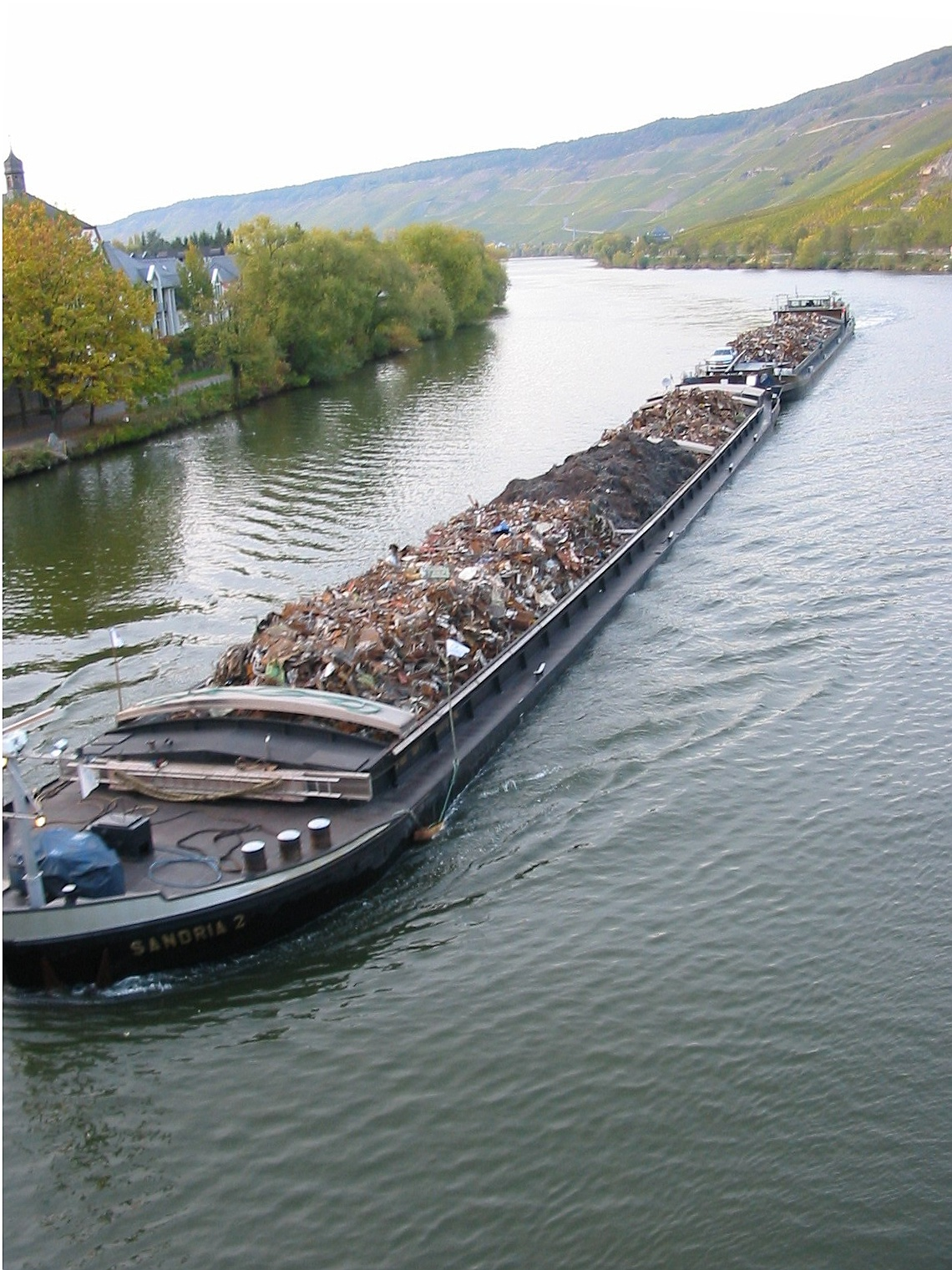
Lastkahn mit geladenem Schrott

Die Abfuhr kann für Schrott auf einem Lastkahn erfolgen und erfordert beim Entladen den Einsatz eines Schrottgreifers. Die kraftschlüssige Ladungssicherung erfolgt beim Transport über Netze in geeigneter Maschengröße als Abdeckung des Containers, die einen zufälligen Teilverlust der Ladung in Gewässer verhindern sollen. Dabei darf die Ladung ein bestimmtes Gewicht nicht überschreiten, um den nötigen Tiefgang zu gewährleisten.

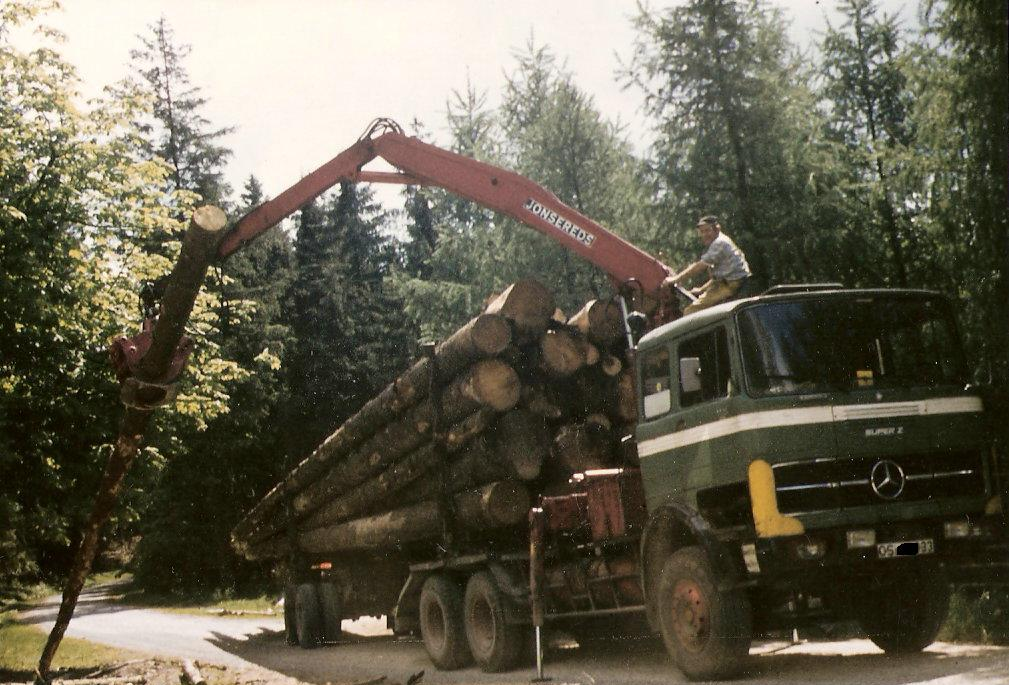
Langholztransporter mit Rundprofilzange im Einsatz

Beim Verladen von Rundholz kann eine Rundprofilzange eingesetzt werden. Beim Transport auf Rungenwagen im Bereich Bahnverkehr kommen oft zur Bündelung des Transportes Ganzzüge zum Einsatz, um diese zu einem Ablaufberg und nach dort erfolgter Trennung der Fahrzeugeinheiten zur Weiterverarbeitung ins Sägewerk zu verbringen. Eine andere Transportmöglichkeit besteht mittels Langholztransportern als Direktlieferung. Eine kraftschlüssige Ladungssicherung erfolgt wegen des hohen Eigengewichts der Baumstämme und eines wahrscheinlichen Aufschaukelns mit Zurrketten. Zusätzlich wird der längste, nach hinten heraushängende Baumstamm mittels eines orange-roten Wimpels gesichert.